# Copsychus stricklandii
El shama de Strickland (Copsychus stricklandii) es una especie de ave paseriforme de la familia Muscicapidae; algunos la consideran una subespecie de Copsychus malabaricus.

## Distribución geográfica y hábitat
Es endémica de las selvas de las Borneo e islas adyacentes.

## Subespecies
Se reconocen las siguientes:
- C. s. stricklandii Motley & Dillwyn, 1855 - norte de Borneo y Banguey
- C. s. barbouri (Bangs & Peters, JL, 1927) - isla Maratua (Islas Derawan)

## Estado de conservación
Se encuentra amenazada por la pérdida de su hábitat natural.